# Вајнштат
Вајнштат (њем. Weinstadt) град је у њемачкој савезној држави Баден-Виртемберг. Једно је од 31 општинског средишта округа Ремс-Мур. Према процјени из 2010. у граду је живјело 26.400 становника. Посједује регионалну шифру (AGS) 8119091.

## Географски и демографски подаци
Вајнштат се налази у савезној држави Баден-Виртемберг у округу Ремс-Мур. Град се налази на надморској висини од 241 метра. Површина општине износи 31,7 km². У самом граду је, према процјени из 2010. године, живјело 26.400 становника. Просјечна густина становништва износи 833 становника/km².